# Муніципальний стадіон (Ботошані)
Муніципальний стадіон Ботошані (рум. Stadionul Municipal Botoșani) — багатофункціональний стадіон у місті Ботошані, Румунія, домашня арена ФК «Ботошані».
Стадіон реконструйований у 2008 та 2009 роках. У 2013 році розширений. Потужність арени становить 12 000 глядачів.